# Passiflora cirrhipes
Passiflora cirrhipes är en passionsblomsväxtart som beskrevs av Ellsworth Paine Killip. Passiflora cirrhipes ingår i släktet passionsblommor, och familjen passionsblomsväxter. Inga underarter finns listade i Catalogue of Life.